# إنسان خارق

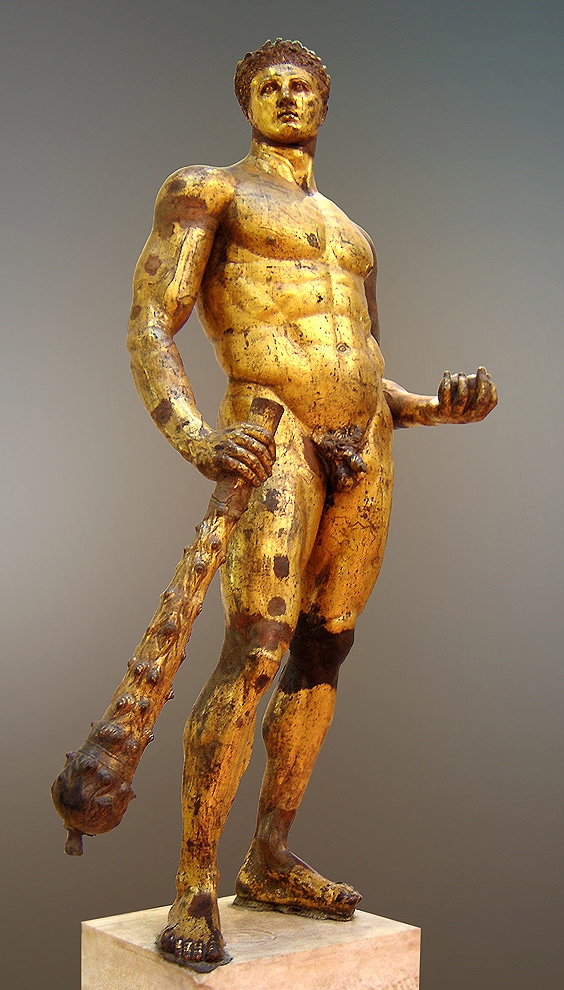
برونز مطلي بالذهب، عمل فني روماني، القرن الثاني قبل الميلاد.

يشير مصطلح "الإنسان الخارق" إلى البشر، أو أشباه البشر، أو غيرهم من الكائنات التي تتمتع بقدرات وصفات تفوق تلك الموجودة طبيعيًا في البشر. يمكن اكتساب هذه الصفات من خلال القدرة الطبيعية، أو تحقيق الذات، أو الوسائل التكنولوجية. أما مفهوم "العرق الخارق" فيشير إلى فئة كاملة من الكائنات التي تتمتع بخصائص خارقة متطابقة أو متباينة، والتي خُلقت من البشر المعاصرين باستخدام وسائل متنوعة، مثل تحسين النسل، وعلم الرفاهية، والهندسة الوراثية، وتقانة النانو، و/أو وواجهة الدماغ والحاسوب، لتسريع عملية التطور البشري.
على مر التاريخ، أثّرت مناقشة السمات الخارقة وفكرة الإنسان المثالي في شكله الجسدي أو العقلي أو الروحي على السياسة والسياسات والفلسفة والعلوم ومختلف الحركات الاجتماعية، كما برزت بشكل بارز في الثقافة. يُشار أحيانًا إلى الجماعات التي تدعو إلى السعي المتعمد وراء الصفات الخارقة لأسباب فلسفية أو سياسية أو أخلاقية باسم "الإنسانيون الخارقون".
وقد تطورت التصورات الحديثة لهذا الأمر، وتُعرض في قصص الأبطال الخارقين أو من خلال أشخاص مدعومين تكنولوجيًا أو سايبورغ.